# ماشین مور
ماشین مور (به انگلیسی: moore machine) در نظریه محاسبات یک نوع از ماشین‌های حالات متناهیست که خروجی آن فقط توسط حالت کنونی آن به وجود می‌آید.

## فرم تعریف‌شده
ماشین مور به شکل یک شش‌تایی (S, S0, Σ, Λ, T, G) است که در آن:
- S :مجموعه‌ای متناهی از حالات ست.
- S0: حالت آغازین یا حالت شروع که زیر مجموعه‌ای از S است.
- Σ: مجموعه‌ای متناهی از الفبای ورودی‌ست.
- Λ: مجموعه‌ای متناهی از الفبای خروجی‌ست.
- T: S × Σ → S: تابع انتقال است که حالت و الفبای ورودی را به حالت بعدی منتقل می‌کند.
- G: S → Λ: تابع خروجی‌ست که هر حالت را به الفبای خروجی می‌انگارد.

## جدول انتقال وضعیت‌ها
جدول انتقال وضعیت‌ها جدولی می‌باشد که روابط بین یک ورودی و وضعیت مربوط به آن را نمایش می‌دهد.

## نمودار
یک نمودار وضعیت برای یک ماشین مور یا نمودار مور یک نمودار است که هر ورودی را به یک وضعیت نسبت می‌دهد.

## رابطهٔ بین ماشین‌های مور و میلی
تفاوت میان ماشین مور و میلی در این است که:

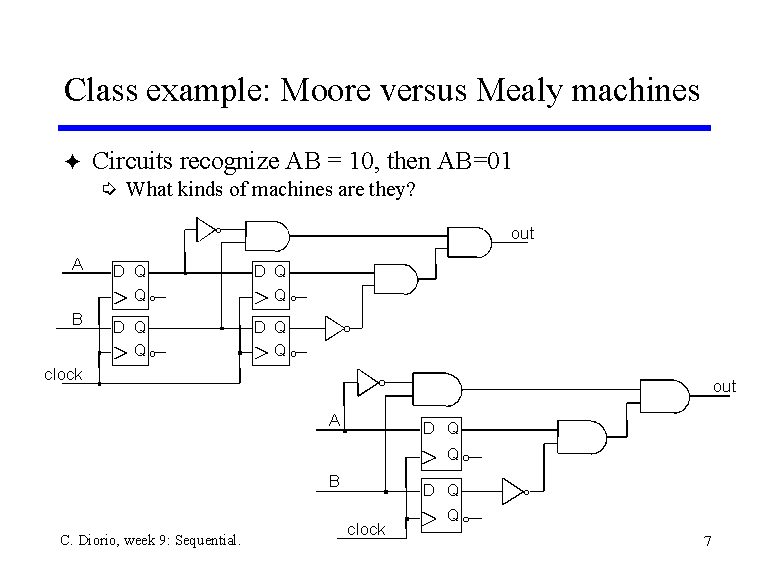
ماشین مور و میلی

۱- در ماشین مور هر راس (وضعیت) با یک مقدار خروجی برچسب گذاری شده‌است.
۲- در ماشین میلی هر یال (انتقال) با یک مقدار خروجی مقدار دهی شده‌است.
هر ماشین مور M متناظر است با یک ماشین میلی با همان وضعیت‌ها و تابع خروجی که یک وضعیت را و یک ورودی را دریافت می‌کند و ما را به یک وضعیت دیگر منتقل می‌کند.
با این حال یک ماشین میلی نمی‌تواند به یک ماشین مور متناظر تبدیل شود. اما بعضی از آن‌ها نسبتاً می‌توانند به یک ماشین مور تبدیل شوند.

## انواع
ماشین مور بر اساس تعداد ورودی و خروجی به دو دسته تقسیم می‌شود.

### ساده
یک ماشین مور ساده یک ورودی و یک خروجی دارد:
- یک آشکار ساز لبه با استفاده از XOR یا یای مانعةالجمع
- یک ماشین اضافه‌کننده باینری
- یک سیستم زمان‌سنجی مداوم (یک حالت محدود از ماشین مور که در آن حالت‌ها فقط هنگامی که ساعت جهانی تغییر کند تغییر می‌کنند)

### پیچیده
یک ماشین مور پیچیده می‌تواند هم چند ورودی و هم چند خروجی داشته باشد.

ماشین مور با منطق ترکیبی